# Cory Monteith
Cory Allan Michael Monteith (Calgary, Alberta, 11 de maig de 1982 — Vancouver, Columbia Britànica, 13 de juliol de 2013) va ser un actor i músic canadenc, conegut pel seu paper de Finn Hudson en la sèrie de televisió Glee.
Com a actor basat en Columbia Britànica, Monteith va tenir rols menors en la televisió del seu país abans de gravar-se a si mateix cantant "Can't Fight This Feeling", que el va portar al que seria el paper més important de la seva carrera; el de Finn Hudson en la sèrie Glee. Consegüentment al seu èxit en aquesta sèrie, va començar la seva carrera cinematogràfica, actuant en pel·lícules com a Monte Carlo, i un paper capdavanter en Sisters & Brothers.
Monteith va tenir una adolescència complicada per l'abús de substàncies des dels dotze anys, la qual cosa el va portar a deixar l'escola amb setze anys. Després de la intervenció de familiars i amics, va començar un tractament de rehabilitació a l'edat de dinou anys. En una entrevista de l'any 2011 amb la revista Parade, va parlar de la seva addicció a les drogues; i al març de 2013 va tornar a recórrer a un tractament contra aquestes. El 13 de juliol de 2013, va morir d'una sobredosi d'heroïna i alcohol en un hotel de Vancouver.

## Primers anys
Monteith va néixer en Calgary, Alberta, fill de Joe Monteith i d'Ann McGregor. El seu pare era militar i servia en l'Exèrcit canadenc mentre que la seva mare era una decoradora d'interiors. En 1989, quan tenia set anys, els seus pares es van divorciar i tant Monteith com el seu germà major, Shaun, van ser criats per la seva mare en Victoria, Columbia Britànica. Després del divorci, va veure poc al seu pare a causa del servei militar del mateix i a partir dels 13 anys va començar a fumar marihuana i a beure alcohol, així com absentar-se de l'escola. Amb tan sols cinc anys sabia llegir i escriure, però la seva addicció ho va anar allunyant de tot interès d'estudi fins que va deixar l'escola als setze anys després d'assistir a 16 escoles, inclosos programes per a adolescents problemàtics. Per a aquesta edat, les seves addiccions ja eren serioses i havia començat a cometre petits delictes com robar diners de la seva mare, familiars i coneguts per poder sostenir els seus vicis. Als 19 anys, la seva família i amics van decidir intervenir i ho van amenaçar amb denunciar-ho si no començava un programa de rehabilitació, la qual cosa va fer. Monteith després diria, "Sóc tan afortunat en tants aspectes... Em sento afortunat per estar viu". Finalment, en 2011 va aconseguir el seu diploma en una escola alternativa de la ciutat de Victoria.
Abans de començar amb la seva carrera actoral, Monteith va sostenir diversos treballs com saludador de Walmart, conductor de taxi, mecànic, conductor d'autobús escolar i reparador de teulades.

## Carrera
Va començar la seva carrera artística en Vancouver, quan va ser descobert pel director David DeCoteau, qui li va seleccionar per protagonitzar el seu film Killer Bash (2005). A l'any següent va participar en el thriller Bloody Mary, i en la comèdia Deck the Halls, protagonitzada per Danny DeVito. Altres crèdits cinematogràfics de Cory Monteith inclouen les pel·lícules White Noise 2: The Light, Whisper i El que no es veu, tots en 2007, així com diversos curtmetratges i pel·lícules per a la televisió.
Va debutar en la televisió en un episodi de la sèrie Stargate: Atlantis, en 2004. En 2006 va obtenir el rol recurrent de Charlie Tanner en la sèrie Kyle XY i va ser Gunnar en la sèrie Kaya. Altres crèdits televisius inclouen participacions com a artista convidat en les sèries Young Blades, Supernatural, Smallville, Killer Instinct, Whistler, Stargate SG-1, Flaix Gordon, Fear Itself i The Assistants.
L'any 2009 va començar a formar part del repartiment de la sèrie de Fox, Glee. Quan s'estava portant a terme el càsting, Elena Kirschner, la seva agent, va enviar un vídeo d'ell tocant la bateria amb uns llapis i unes carmenyoles. El creador de la sèrie, Ryan Murphy, va veure el vídeo però va dir que calia que cantés. És per això que Monteith va enviar un segon vídeo musical, en el qual cantava una versió de la cançó "Can't Fight This Feeling". Després d'això, va assistir a una audició a Los Angeles. Les seves habilitats vocals van ser considerades dèbils, però més tard va fer una molt bona actuació amb un dels directors de la sèrie, a qui va capturar. Dins la sèrie, interpretava a Finn Hudson, el quarterback de l'equip de l'institut William McKinley, a Lima, Ohio.
L'any 2011 va ser guardonat amb el premi Teen Choice Awards a millor actor de comèdia, la mateixa categoria per la qual havia estat nominat l'any 2010.

### Carrera musical
Monteith tocava la bateria per a la banda de indie rock Bonnie Dune amb seu a Los Angeles. Entre els seus membres figuren el cantant Justin Wilczynski (qui coprotagonizó al costat de Monteith la sèrie de la Mtv Kaya), el guitarrista Seth Roberts (cantant de la banda dels Lagos), i el baixista Josué Kerr.

## Vida personal
Monteith va començar a treballar amb l'actriu nord-americana Lea Michele el 2008, quan tots dos protagonitzaven els personatges principals de la sèrie Glee. A principis del 2012, els mitjans de comunicació van començar a dir que la relació amorosa que protagonitzaven Cory i Lea a la sèrie era real fora de la pantalla. El 6 de desembre de l'any 2012, Cory va assistir al programa The Ellen DeGeneres Show, presentat per la mateixa Ellen Degeneres, i va confirmar la seva relació amb l'actriu, amb la qual va estar fins al dia de la seva mort, un any i mig més tard.
El 31 de març de 2013, va entrar pel seu propi compte en una clínica de rehabilitació per tractar la seva addicció a substàncies. Monteith ja havia recorregut a un centre d'ajuda als 19 anys. Va culminar el seu tractament el 26 d'abril de 2013.

## Defunció
El 13 de juliol de 2013, amb l'edat de 31, l'actor va ser trobat sense vida en una habitació de l'hotel Fairmont Pacific Rim a Vancouver, Canadà. Monteith tenia programat pagar la factura de l'hotel primerenc aquest mateix dia, però al no presentar-se, el personal de l'hotel va entrar a la seva habitació i va descobrir el seu cos en posició fetal en el sòl de l'habitació. El Departament de Policia de Vancouver va declarar que la causa de mort no era evident, però que es descartava la possibilitat que hi hagués hagut un crim. L'autòpsia es va realitzar el 15 de juliol de 2013. El 16 de juliol de 2013 es va confirmar que la mort de l'actor es va deure a una sobredosi d'alcohol i heroïna.
El 17 de juliol, el cos de Monteith va ser incinerat i part de les seves cendres van ser escampades en diferents llocs on a ell li agradava estar en Vancouver. El 25 de juliol, Michele i el creador de Glee (Ryan Murphy) van dur a terme una celebració de la vida de Monteith a Los Angeles, a la qual van assistir el repartiment, equip i els creadors de la sèrie on Monteith es trobava treballant, igual que els seus col·legues de la xarxa i de l'estudi. Després de consultar amb Michele, qui també interpretava a l'amor de Monteith en la sèrie Glee, els productors executius van posposar la producció de la cinquena temporada de Glee a setembre en lloc de finals d'agost. En conseqüència, la temporada es va estrenar una setmana més tard del previst. El tercer episodi de la temporada, " The Quarterback", es va estrenar el 10 d'octubre de 2013, i va servir com un tribut a Monteith, centrant-se en la mort del personatge de Finn Hudson. També va aparèixer en el segment " In memoriam " dels Premis Grammy 56a.
El 21 d'agost del 2013, la sèrie Glee va guanyar el premi Teen Choice Awards a la millor sèrie de comèdia. En aquesta mateixa edició, Lea Michele va ser guardonada amb el premi Teen Choice Award a millor actriu de comèdia i, quan va recollir el premi, va fer un homenatge a Cory Monteith, on, emocionada i entre llàgrimes, va dir "Era molt especial per a mi, així com per al món. I vam ser tots molt afortunats de presenciar el seu talent increïble, el seu preciós somriure i el seu cor".
La 65 edició dels Premis Primetime Emmy, el 22 de setembre del 2013, va constar amb un tribut a Cory Monteith per la seva companya de sèrie Jane Lynch, junt amb quatre actors també morts el 2013. També va ser recordat dins l'apartat "In Memoriam" de la 56 edició dels Premis Grammy.

## Premis i nominacions
- Premis del Sindicat d'Actors (SAG) 16.° Edició (2009): Premi del Sindicat d'Actors al millor repartiment de televisió - Comèdia
- Teen Choice Awards 2009: Actor revelació
- Hollywood Style Awards 2010
- Teen Choice Awards 2011, Choice TV: Comèdia Actor.
- People's Choice Awards 2012: Actor de comèdia preferit
- TV Guide Awards 2012: Parella de TV preferida

## Filmografia
| Any  | Títol                              | Rol                    | Notes                      |
| ---- | ---------------------------------- | ---------------------- | -------------------------- |
| 2005 | "Killer Bash"                      | Douglas Waylan Hart    | Pel·lícula per a televisió |
| 2006 | Bloody Mary                        | Paul Zuckerman         |                            |
| 2006 | Kraken: Tentacles of the Deep      | Michael                | Pel·lícula per a televisió |
| 2006 | Deck the Halls                     | Cita de Madison        |                            |
| 2006 | Final Destination 3                | Kahill                 |                            |
| 2007 | Hybrid                             | Aaron Scates           | Pel·lícula per a televisió |
| 2007 | White Noise: The Light             | Chico de la moto       |                            |
| 2007 | Gone                               | Davis Calder           | Curtmetratge               |
| 2007 | The Invisible                      | Jimmy                  |                            |
| 2007 | Whisper                            | Adolescent             |                            |
| 2007 | Wannabe Macks                      | Stu                    |                            |
| 2008 | The Boy Next Door                  | Jason                  | Pel·lícula per a televisió |
| 2011 | Breaking the Girl                  |                        |                            |
| 2011 | Monte Carlo                        | Owen                   |                            |
| 2011 | Sisters & Brothers                 | Justin                 |                            |
| 2011 | Glee: The 3D Concert Movie         | Finn Hudson/Ell mateix | Pel·lícula de concert      |
| 2012 | Glee Live! at Radi City Music Hall | Finn Hudson/Ell mateix | Pel·lícula de concert      |
| 2013 | McCanick                           | Simon Weeks            |                            |
| 2013 | All the Wrong Reasons              | James                  |                            |

| Any       | Títol             | Rol                      | Notes i nominacions |
| --------- | ----------------- | ------------------------ | --- |
| 2004      | Stargate Atlantis | Genii Private            | Episodi: "The Storm" |
| 2005      | Young Blades      | Marcel Li Rue            | Episodi: "To Heir Is Human" |
| 2005      | Supernatural      | Gary                     | Episodi: "Wendigo" |
| 2005      | Smallville        | Vaquer de la fraternitat | Episodi: "Thirst" |
| 2005      | Killer Instinct   | El windsurfista Bob      | Episodi: "Forget Me Not" |
| 2006      | Whistler          | Lip Ring                 | Episodi: "The Burden of Truth" |
| 2006      | Stargate SG-1     | Jove Mitchell            | Episodi "200" |
| 2006–2007 | Kyle XY           | Charlie Tanner           | Elenc recurrent (7 episodis) |
| 2007      | Flash Gordon      | Ian Finley               | Episodi: "Life Source" |
| 2007      | Kaya              | Gunnar                   | Paper principal (10 episodis) |
| 2008      | Fear Itself       | James                    | Episodi: "New Year's Day" |
| 2009      | Mistresses        | Jason                    | |
| 2009      | The Assistants    | Shane Baker              | 2 episodis |
| 2009–2013 | Glee              | Finn Hudson              | Elenc principal Premi del Sindicat d'Actors al millor repartiment de televisió - Comèdia (al costat de l'elenc de Glee) Nominat — Premi Teen Choice a l'estel masculí reeixit de televisió (2009) Premi Teen Choice a l'actor de comèdia de televisió (2011) (80 episodis) |
| 2010      | Els Simpson       | Flynn (veu)              | Episodi: "Elementary School Musical" |
| 2011      | The Cleveland Xou | Finn Hudson (veu)        | Episodi: "How Do You Solve a Problem Like Roberta?" |